# Psectra obliqua
Psectra obliqua is een insect uit de familie van de bruine gaasvliegen (Hemerobiidae), die tot de orde netvleugeligen (Neuroptera) behoort. 
Psectra obliqua is voor het eerst wetenschappelijk beschreven door Banks in 1909.